# 11. Kanadisches Kabinett
Das 11. Kanadische Kabinett (englisch 11th Canadian Ministry, franz. 11e conseil des ministres du Canada) regierte Kanada vom 10. Juli 1920 bis zum 29. Dezember 1921. Dieses von Premierminister Arthur Meighen angeführte Kabinett bestand aus Mitgliedern der Konservativen Partei. Meighen führte auch das 13. Kabinett an.

## Minister
| Amt                                                                  | Name                                                                            | Zeitraum |
| -------------------------------------------------------------------- | ------------------------------------------------------------------------------- | --- |
| Premierminister                                                      | Arthur Meighen                                                                  | 10. Juli 1920 – 29. Dezember 1921 |
| Außenminister                                                        | Arthur Meighen                                                                  | 10. Juli 1920 – 29. Dezember 1921 |
| Innenminister und General-Superintendent für Indianerangelegenheiten | James Alexander Lougheed                                                        | 10. Juli 1920 – 29. Dezember 1921 |
| Justizminister und Attorney General                                  | Charles Joseph Doherty vakant Richard Bedford Bennett                           | 10. Juli 1920 – 20. September 1921 21. September 1921 – 3. Oktober 1921 4. Oktober 1921 – 29. Dezember 1921                                       |
| Miliz- und Verteidigungsminister                                     | Hugh Guthrie                                                                    | 10. Juli 1920 – 29. Dezember 1921 |
| Marineminister                                                       | Charles Ballantyne                                                              | 10. Juli 1920 – 29. Dezember 1921 |
| Finanzminister und Schatzmeister                                     | Henry Lumley Drayton                                                            | 10. Juli 1920 – 29. Dezember 1921 |
| Minister für Zölle und Inlandsteuern                                 | vakant Rupert Wilson Wigmore                                                    | 10. Juli 1920 – 12. Juli 1920 13. Juli 1920 – 3. Juni 1921                                                                                        |
| Minister für Zölle und Verbrauchssteuern                             | Rupert Wilson Wigmore John Babington Macaulay Baxter                            | 4. Juni 1921 – 20. September 1921 21. September 1921 – 29. Dezember 1921                                                                          |
| Seefahrt- und Fischereiminister                                      | Charles Ballantyne                                                              | 10. Juli 1920 – 29. Dezember 1921 |
| Minister für Eisenbahnen und Kanäle                                  | John Dowsley Reid (geschäftsführend) John Alexander Stewart                     | 10. Juli 1920 – 20. September 1921 21. September 1921 – 29. Dezember 1921                                                                         |
| Arbeitsminister                                                      | Gideon Robertson                                                                | 10. Juli 1920 – 29. Dezember 1921 |
| Landwirtschaftsminister                                              | Simon Fraser Tolmie                                                             | 10. Juli 1920 – 29. Dezember 1921 |
| Handels- und Gewerbeminister                                         | George Eulas Foster Henry Herbert Stevens                                       | 10. Juli 1920 – 20. September 1921 21. September 1921 – 29. Dezember 1921                                                                         |
| Bergbauminister                                                      | James Alexander Lougheed                                                        | 10. Juli 1920 – 29. Dezember 1921 |
| Postminister                                                         | Pierre-Édouard Blondin Louis de Gonzague Belley                                 | 10. Juli 1920 – 20. September 1921 21. September 1921 – 29. Dezember 1921                                                                         |
| Minister für staatliche Bauvorhaben                                  | John Dowsley Reid (geschäftsführend) Fleming Blanchard McCurdy                  | 10. Juli 1920 – 12. Juli 1920 13. Juli 1920 – 29. Dezember 1921                                                                                   |
| Einwanderungs- und Kolonisierungsminister                            | James Alexander Calder John Wesley Edwards                                      | 10. Juli 1920 – 20. September 1921 21. September 1921 – 29. Dezember 1921                                                                         |
| Minister für zivile Wiedereingliederung von Soldaten                 | vakant James Alexander Lougheed Robert James Manion                             | 10. Juli 1920 – 18. Juli 1920 19. Juli 1920 – 21. September 1921 22. September 1921 – 29. Dezember 1921                                           |
| Staatssekretär für Kanada und Regierungskanzlist                     | Arthur Sifton vakant Henry Lumley Drayton (geschäftsführend) Rodolphe Monty     | 10. Juli 1920 – 21. Januar 1921 22. Januar 1921 – 23. Januar 1921 24. Januar 1921 – 20. September 1921 21. September 1921 – 29. Dezember 1921     |
| Präsident des Kronrates                                              | James Alexander Calder Louis-Philippe Normand                                   | 10. Juli 1920 – 20. September 1921 21. September 1921 – 29. Dezember 1921                                                                         |
| Solicitor General                                                    | Hugh Guthrie (geschäftsführend)                                                 | 10. Juli 1920 – 30. September 1921 |
| Minister ohne Geschäftsbereich                                       | Albert Edward Kemp Edgar Keith Spinney Edmund James Bristol James Robert Wilson | 13. Juli 1920 – 29. Dezember 1921 13. Juli 1920 – 29. Dezember 1921 21. September 1920 – 29. Dezember 1921 26. September 1920 – 29. Dezember 1921 |

## Nicht dem Kabinett angehörende Minister
| Amt               | Name                    | Zeitraum                            |
| ----------------- | ----------------------- | ----------------------------------- |
| Solicitor General | Guillaume-André Fauteux | 1. Oktober 1921 – 29. Dezember 1921 |